# Функция Гамильтона
Эта статья включает описание термина «полная энергия»
Функция Га́мильтона, или гамильтониа́н — функция, зависящая от обобщённых координат, импульсов и, возможно, времени, описывающая динамику механической системы в гамильтоновой формулировке классической механики.
{\displaystyle H(p,q),}
или
{\displaystyle H(p,q,t),}
где {\displaystyle p=(p_{1},p_{2},...,p_{n})} — полный набор обобщённых импульсов, описывающий данную систему ({\displaystyle n} — число степеней свободы),
{\displaystyle q=(q_{1},q_{2},...,q_{n})} — полный набор обобщённых координат.
В квантовой механике и квантовой теории поля гамильтониан, или оператор Гамильтона, определяющий временну́ю эволюцию системы, соответствует функции Гамильтона в классической физике и является её обобщением, в принципе достаточно прямым, однако в ряде случаев не совсем тривиальным (в принципе квантовый гамильтониан может быть получен просто подстановкой квантовых операторов координат и импульсов в функцию Гамильтона, однако из-за того, что такие операторы не всегда коммутируют, может быть не сразу очевиден выбор правильного варианта из возникающих вследствие этого).
В формализме фейнмановского интеграла по траекториям в квантовой механике и квантовой теории поля используется и просто классическая функция Гамильтона.
Функция Гамильтона участвует в гамильтоновой форме принципа наименьшего (стационарного) действия, канонических уравнениях Гамильтона (одной из возможных форм уравнения движения в классической механике) и уравнении Гамильтона — Якоби, являясь основой гамильтоновой формулировки механики.
Для консервативных систем функция Гамильтона представляет полную энергию (выраженную как функция координат и импульсов), то есть — в классическом смысле — сумму кинетической и потенциальной энергий системы.
Функция Гамильтона связана с лагранжианом через преобразование Лежандра следующим соотношением:
{\displaystyle H={\vec {p}}\cdot {\dot {\vec {q}}}-L,}
где {\displaystyle {\vec {p}}} — обобщённый импульс частицы, а {\displaystyle {\dot {\vec {q}}}} — её обобщённая скорость.

## Физический смысл
Функция Гамильтона по сути представляет собой локальный закон дисперсии, выражающий квантовую частоту (частоту колебаний волновой функции) {\displaystyle \omega } через волновой вектор {\displaystyle \mathbf {k} } для каждой точки {\displaystyle \mathbf {x} } пространства:
{\displaystyle \omega =H(\mathbf {k} ,\mathbf {x} ).}
Так, в классическом приближении (при больших частотах и модуле волнового вектора и сравнительно медленной зависимости от {\displaystyle \mathbf {x} }) этот закон достаточно очевидно описывает движение волнового пакета через канонические уравнения Гамильтона, одни из которых {\displaystyle ({\dot {q}}_{i}=\partial H/\partial p_{i})} интерпретируются как формула групповой скорости, полученная из закона дисперсии, а другие {\displaystyle ({\dot {p}}_{i}=-\partial H/\partial q_{i})} вполне естественно — как изменение, в частности поворот, волнового вектора при распространении волны в неоднородной среде определённого типа.